# Lycosoidea
Lycosoidea è una  superfamiglia di ragni araneomorfi che comprende, al 2016, dodici famiglie:
- Ctenidae KEYSERLING, 1877
- Lycosidae SUNDEVALL, 1833
- Oxyopidae THORELL, 1870
- Pisauridae SIMON, 1890
- Psechridae SIMON, 1890
- Senoculidae SIMON, 1890
- Stiphidiidae DALMAS, 1917
- Thomisidae SUNDEVALL, 1833[1]
- Trechaleidae SIMON, 1890
- Udubidae GRISWOLD & POLOTOW, 2015
- Viridasiidae LEHTINEN, 1967
- Zoropsidae BERTKAU, 1882

La circoscrizione, è la delimitazione di quali taxa subordinati fanno parte di quel taxon, tradizionale si basava su una caratteristica degli occhi. Il tapetum è uno strato riflettente nella parte posteriore dell'occhio, si pensa sia per aumentare la sensibilità in caso di scarsa illuminazione. I licosoidi sono stati definiti per avere un tapetum "a forma di grata". La ricerca dalla fine degli anni '90 suggerisce che questa caratteristica si è evoluta più di una volta, forse fino a cinque volte,  in modo che Lycosidea sia parafiletico.
Studi pubblicati dal 2014 al 2015 suggeriscono che un gruppo più piccolo di famiglie forma un clade.
Gli attributi riflettenti della tapeta varinao in modo significativo tra i ragni licosoidi.

## Filogenesi
La loro filogenesi è stata studiata utilizzando dati morfologici e molecolari. Il confronto di questi studi è complicato dal ridisegno dei confini familiari. Infatti, potenziali generi licosoidi inseriti nella famiglia Miturgidae nel '93 sono stati inseriti negli Zoropsidae. La famiglia Ctenidae, collocata nei Lycosoidea in molte analisi, è stata ridotta spostando alcuni generi nella, nuova, famiglia Viridasiidae.
La circoscrizione della Lycosoidea si basava sul possesso di un tapetum a forma di grata in alcuni o tutti gli occhi indiretti. Nel 1993, Griswold concluse che il Lycosoidea così definito era monofiletico, sebbene alcune delle famiglie licosoidi (come allora circoscritte) non lo fossero.  Stiphidiidae fu, successivamente, escluso dai Lycosoidea. Studi successivi hanno recuperato una versione di Lycosoidea come gruppo monofiletico, sebbene con composizioni e posizionamenti variabili all'interno dei cladi.  Ramírez suggerì che un Lycosoidea ridotto fosse monofiletico, se costituito da 5 famiglie. Ctenidae e Zoropsidae sono stati esclusi dal clade licosoide. Un'ipotesi alternativa, esplorata sempre da Ramírez, era la collocazione anche dei Thomisidae nei Lycosoidea. Polow et al., in uno studio del 2015, hanno concluso che un Lycosoidea di sette famiglie era monofiletico. Delle famiglie licosoidi classiche, hanno rimesso i Ctenidae tralasciati da Ramírez e hanno escluso i Senoculidae. Hanno, poi, sostenuto l'alternativa di Ramírez di collocare Thomisidae in Lycosoidea.
| Famiglia                                                                               | Griswold(1993) | Ramírez(2014) | Polow et al. (2015) |
| -------------------------------------------------------------------------------------- | -------------- | ------------- | ------------------- |
| Ctenidae                                                                               | SI             | --            | SI                  |
| Lycosidae                                                                              | SI             | SI            | SI                  |
| Oxyopidae                                                                              | SI             | SI            | SI                  |
| Pisauridae                                                                             | SI             | SI            | SI                  |
| Psechridae                                                                             | SI             | SI            | SI                  |
| Senoculidae                                                                            | SI             | SI            | --                  |
| Stiphidiidae                                                                           | SI             | --            | --                  |
| Thomisidae                                                                             | --             | ?             | SI                  |
| Trechaleidae                                                                           | SI             | +             | SI                  |
| Zoropsidae                                                                             | SI**           | --            | --                  |
| *Non incluso nello studio. **Alcuni generi inclusi sono stati collocati in Miturgidae. |                |               |                     |